# Näsby säteri, Nyköpings kommun

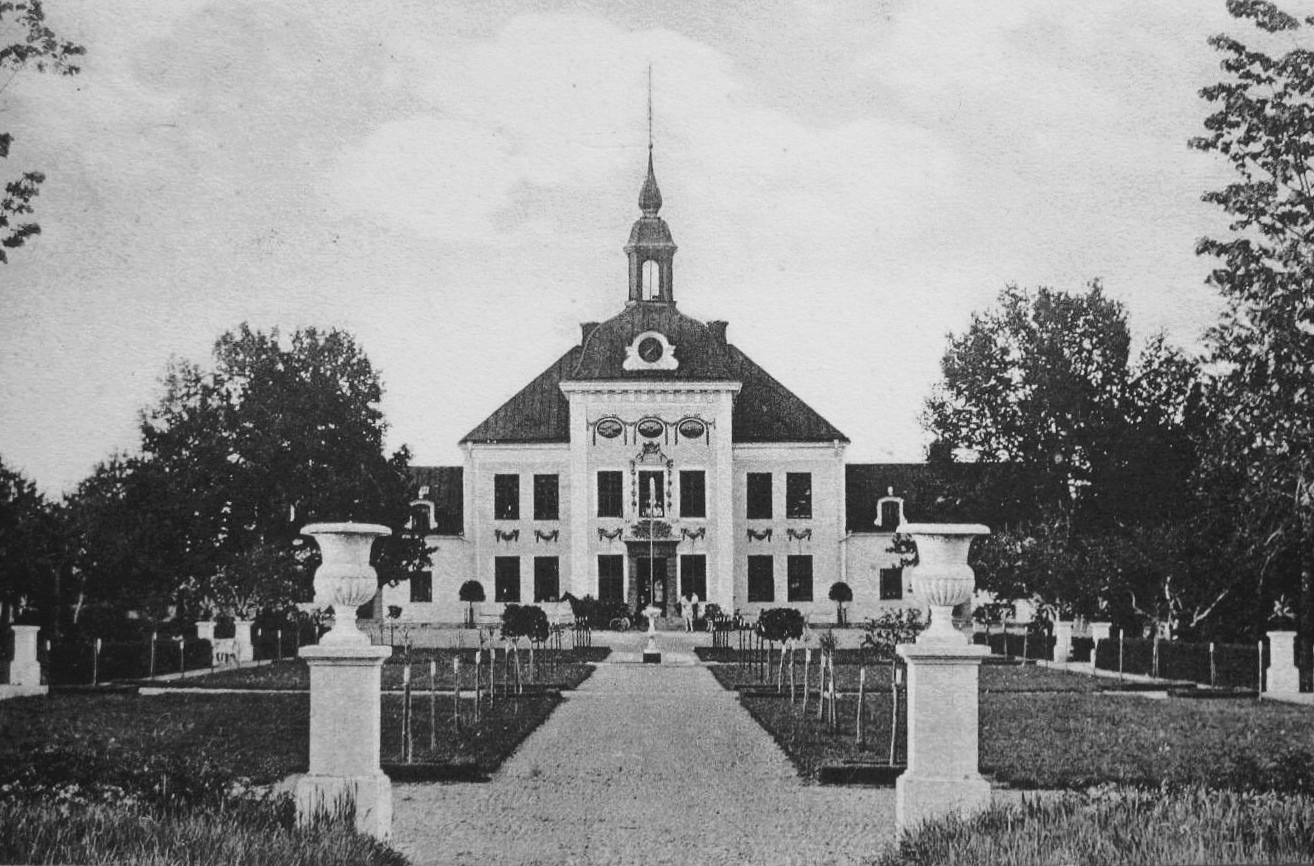
Näsby herrgård på ett äldre vykort.

Ej att förväxla med Näsby herrgård, Södertälje kommun eller Näsby gård, Botkyrka kommun.

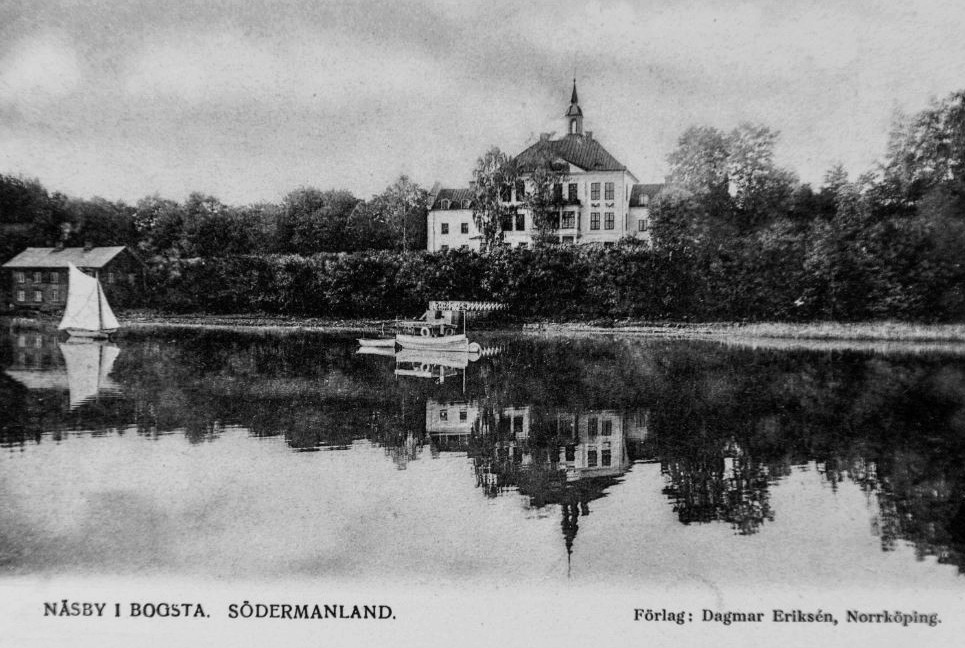
Näsby herrgård och sjön Runnviken.

Näsby är en herrgård i Bogsta socken, Nyköpings kommun, invid sjön Runnviken, cirka 35 km söder om Gnesta.

## Historik
Den förste kände innehavaren av godset var Johan Åkesson Natt och Dag, som dock skrev sig till sina andra gods Göksholm och Sjögerås. Hans dotter Ingeborg förde med sig Näsby som hemgift, då hon gifte sig med Göran Nilsson Posse. Det ärvdes därefter av deras enda dotter Anna, gift med Erik Soop. Genom deras barnlöshet kom godset att gå i arv till Annas kusin Lennart Torstenson, som bytte bort godset till Nils Nilsson Tungel, som förmyndare för brorsdottern Elisabeth. 
Elisabeth Tungel gifte sig dock utanför sitt stånd med hovmästaren hos riksrådet Krister Horn, varför hennes rätt till Näsby ansågs förverkad och godset övergick till farbrodern. 1683 drogs det in till kronan men gavs 1686 som livstidsdonation åt Nils Nilsson Tungels döttrar Kristina och Maria Tungel. Efter systrarnas död 1715 återbördades det till kronan men 1716 fick Pehr Lennartsson Ribbing godset för fordringar på kronan, han sålde det dock samma år till Gerhard von Berchner. Även von Berchner sålde kort därpå Näsby, och i stället hamnade det i ätten Planting-Gyllenbågas ägo, där det förblev fram till 1800. Den ägdes därefter under de följande seklet av ätterna Ridderhierta, Stråle af Ekna, Marcks von Würtemberg, Sturzenbecker, Ulfsparre af Broxvik, von Rosen och Klingspor.
Säteriets corps de logi uppfördes ursprungligen på 1600-talet på grundmurarna av en äldre 1500-talsbyggnad. I slutet av 1700-talet brann slottet och endast flyglarna och bottenvåningens stenmurar blev kvar. 1845 genomfördes en ombyggnad då båda flyglarna byggdes samman med huvudbyggnaden.  Sitt nuvarande utseende fick den genom en ombyggnad av arkitekten Agi Lindegren 1889.